# 北嶋マミ
北嶋 マミ（きたじま マミ、4月10日 - ）は、女優で、元宝塚歌劇団月組の男役。
神奈川県横浜市、成美学園高等学校出身。身長170cm。旧芸名は、北嶋 麻実（読みは同じ）。愛称は「まちお」「マッチ」
所属事務所は、町田英子事務所。
母は宝塚歌劇団卒業生の芦屋をとめ（49期生）。

## 略歴
- 1989年4月、宝塚音楽学校に入学。
- 1991年、77期生として宝塚歌劇団に入団。入団時の成績は40人中32番[1]。『ベルサイユのばら -オスカル編-』で初舞台。同期生に春野寿美礼（元花組トップスター）、朝海ひかる（元雪組トップスター）、安蘭けい（元星組トップスター）、花總まり（元宙組トップ娘役）、成瀬こうき（元専科男役スター）など。
- 1992年1月13日[1]、月組に配属。
- 1999年、北京・上海公演のメンバーに選抜される。
- 2008年7月6日[1]、『ME AND MY GIRL』の東京公演千秋楽をもって、宝塚歌劇団を退団。
- 退団後は、舞台を中心に活動している。

## 宝塚歌劇団時代の舞台出演
- 1992年7月、『PUCK』／『メモリーズ・オブ・ユー』
- 1993年4月、『グランドホテル』.／BROADWAY BOYS』
- 1993年9月、『花扇抄』／『扉のこちら』／『ミリオン・ドリームズ』
- 1994年1月、 『風と共に去りぬ -バトラー編-』
- 1994年6月、 『エールの残照』／『TAKARAZUKA・オーレ!』
- 1995年6月、 『ハードボイルド・エッグ』／『EXOTICA!』（阪神・淡路大震災のため2月宝塚大劇場公演は中止、東京宝塚劇場公演のみ上演）
- 1995年8月、 『ミー・アンド・マイガール』
- 1996年3月、『CAN-CAN』／『マンハッタン不夜城－王様の休日－』
- 1996年9月、『チェーザレ・ボルジア』新人公演：トルビルツィオ（本役：一紗まひろ）／『プレスティージュ』
- 1996年12月、『バロンの末裔』／『グランド・ベル・フォリー』
- 1997年6月、『EL DRADO』新人公演：カパック（本役：越はるき）
- 1997年9月、『チェーザレ・ボルジア』フランチェスコ／『プレスティージュ』（全国ツアー）
- 1997年12月、『ワン・モア・タイム! -グッバイ・ペパーミントナイト! part II-』（バウホール）
- 1998年2月、『WEST SIDE STORY』マウスピース
- 1998年7月、『永遠物語』（バウホール）
- 1998年9月、『黒い瞳』／『ル・ボレロ・ルージュ』
- 1999年3月、『から騒ぎ』（バウホール）プレーリー神父
- 1999年10月、『夢幻花絵巻』／『ブラボー!タカラヅカ』（北京・上海）
- 1999年12月、『プロヴァンスの碧い空』（シアタードラマシティ）エディット・ランクロオ
- 2000年2月、『LUNA-月の伝言-』／『BLUE・MOON・BLUE -月明かりの赤い花-』
- 2000年7月、『更に狂はじ』（東京特別・バウホール）金春氏信
- 2000年9月、『ゼンダの城の虜』王ルドルフ／『ジャズマニア』
- 2001年1月、『いますみれ花咲く』／『愛のソナタ』（東京宝塚劇場こけらおとし公演）
- 2001年3月、『プロヴァンスの碧い空』（東京特別）ジュール
- 2001年5月、『愛のソナタ/ESP!!』
- 2001年7月、『月組・エンカレッジコンサート』（バウホール）
- 2001年8月、『大海賊 -復讐のカリブ海-』ホセ／『ジャズマニア』
- 2001年10月、『大海賊 -復讐のカリブ海-／ジャズマニア』（全国ツアー）フレデリック
- 2002年1月、『ガイズ&ドールズ』司会者
- 2002年6月、『サラン・愛』連雪松／『ジャズマニア』（全国ツアー）
- 2002年8月、『長い春の果てに』／『With A Song in my Heart』
- 2003年3月、『花の宝塚風土記』／『シニョール ドン・ファン』フロア係
- 2003年11月、『薔薇の封印 -ヴァンパイア・レクイエム-』吟遊詩人／大臣2
- 2004年4月、『ジャワの踊り子』（全国ツアー）カルトロ
- 2004年6月、『飛鳥夕映え』旻法師（みんほうし）／『タカラヅカ絢爛II -灼熱のカリビアン・ナイト-』
- 2005年2月、『エリザベート -愛と死の輪舞（ロンド）-』ヒューブナー
- 2005年9月、『JAZZYな妖精たち』医者／『REVUE OF DREAMS』
- 2006年1月、『あかねさす紫の花』小泉／もず（2役）／『REVUE OF DREAMS』（中日劇場）
- 2006年5月、『暁のローマ』／『レ・ビジュー・ブリアン -きらめく宝石の詩-』
- 2006年10月、『あかねさす紫の花』小泉／もず（2役）／『レ・ビジュー・ブリアン -きらめく宝石の詩-』
- 2007年1月、『パリの空よりも高く』シュミット・ジャカール／『ファンシー・ダンス』
- 2007年5月、『大阪侍 -けったいな人々-』（バウ・東京特別）鳥居弥兵衛
- 2007年8月、『MAHOROBA －遥か彼方YAMATO－』／『マジシャンの憂鬱』バルトーク大臣
- 2007年12月、『A-“R”ex -』（シアタードラマシティ・東京特別）アリストテレス
- 2008年3月、『ME AND MY GIRL』ジャスパー卿 ＊退団公演

## 宝塚歌劇団退団後の出演

### 舞台
- 『友情』 英語教師・大場秀子　（2008年）
- 『レビュー狂時代』　（2008年）
- 『五木ひろし芸能生活45周年記念公演』　（2009年）
- 『SHINKA〜心華〜』不知火　（2009年）
- 『友情』女医・三村礼子　（2010年）
- 『マウストラップ』ミスケースウェル　（2010年）
- 『御国歌舞伎』おしの　（2010年）
- 『ベルばらから次郎長へ　勢揃い、清水港　次郎長三國志』法印大五郎（2011年）
- 『真里亜 〜その愛の果てに〜』 柿島桐子（2011年）
- 『ドールハウス』 有坂舞　（2011年）
- 『あるジーサンに線香を』[2]　白鳥涼子（2012年）
- 和央ようかライブツアー2012『HISTORY』（2012年）
- 『永遠の桜』 橘（2012年）
- 『新宿昭和ラストナイト』津山あけみ（2013年）
- 『お預かりします』質屋店主　（2013年）
- 生命のコンサート音楽劇『赤毛のアン』パーリー夫人（2013年）
- 『THE CLUB』（2014年）
- 『王の逆襲』（2025年公演予定）[3]